# 고지마치역
고지마치역(일본어: 麹町駅, Koujimachi-eki)은 일본 도쿄도 지요다구 고지마치에 있는 철도역이다.

## 타는 곳
| 1(지하 1층) | ○ 유라쿠초 선 | 나가타초・신키바 방면                    |
| 2(지하 2층) | ○ 유라쿠초 선 | 이케부쿠로・와코 시・신린코엔・한노 방면 |

## 역세권 정보
- 니혼 텔레비전 방송망 고지마치 분실
- 주일 대사관
  -  룩셈부르크
  -  벨기에
  -  보스니아 헤르체고비나
  -  아일랜드
  -  이스라엘
- 한조몬 역(도쿄 지하철 한조몬 선, 환승역이 아님)

## 역사
- 1974년 10월 30일: 영업 개시.

## 사진

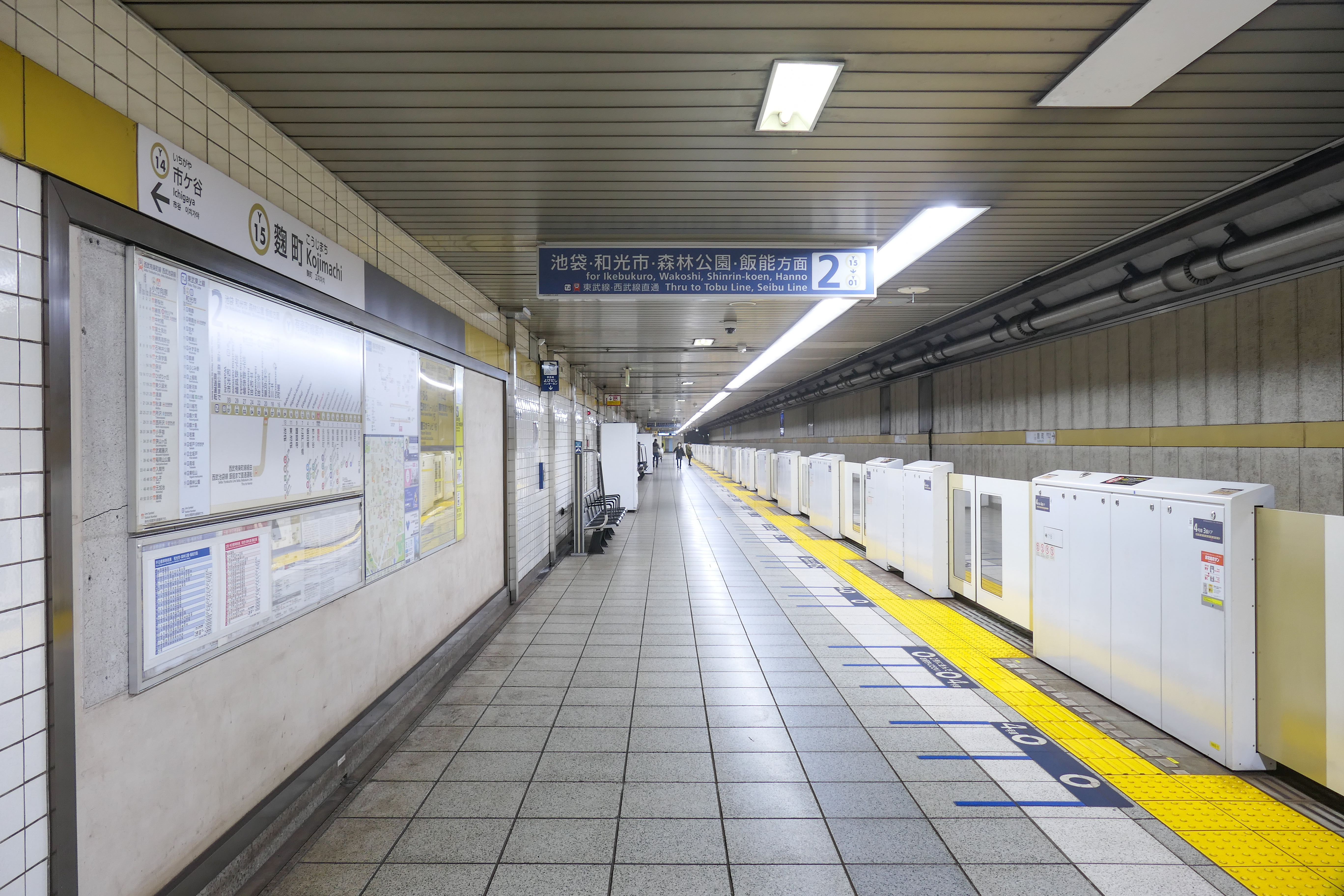
2번 승강장
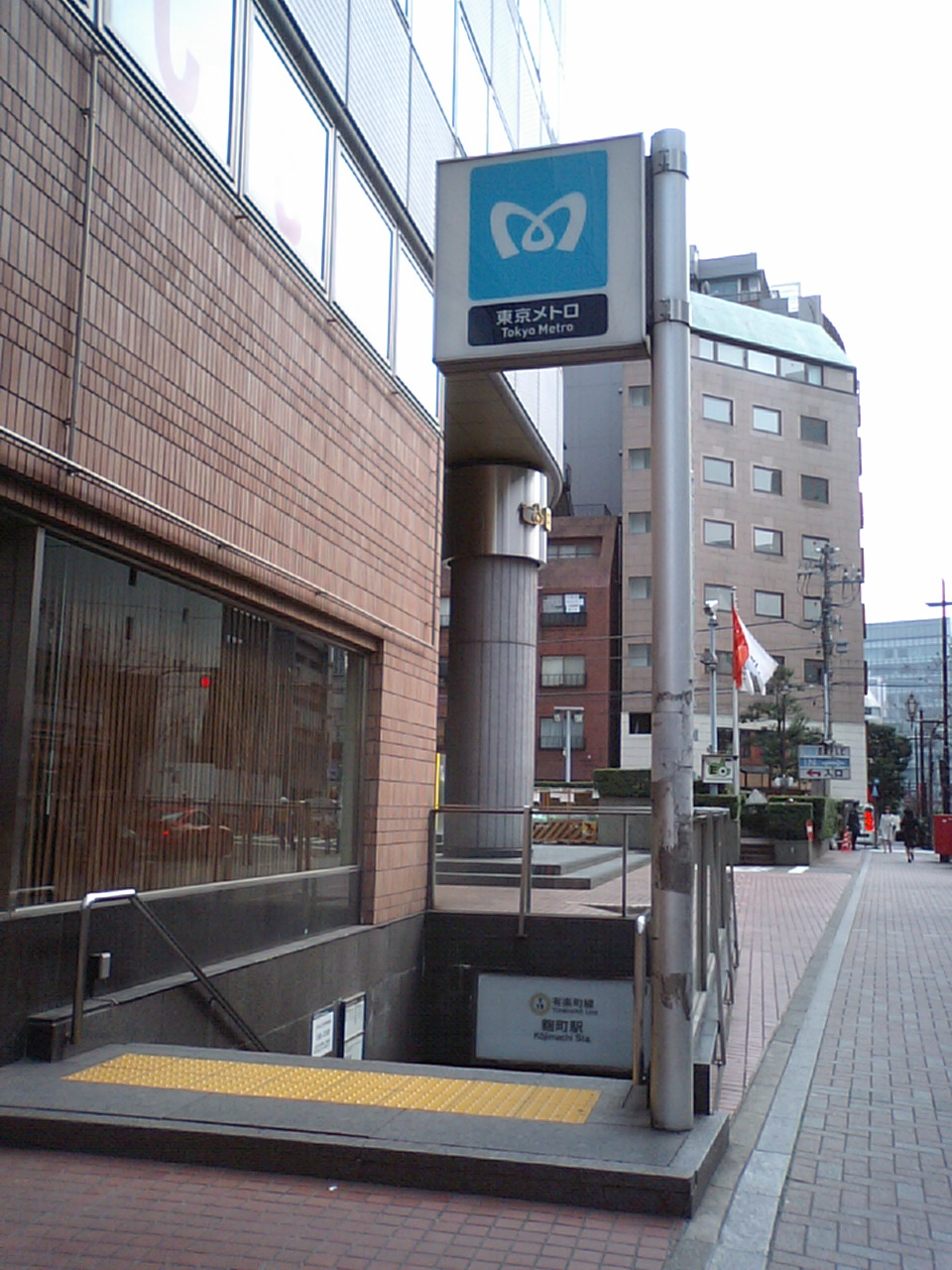
출입구와 니혼 텔레비전 방송망 고지마치 분실(왼쪽)

## 인접역
| 도쿄 메트로 8호선         | 도쿄 메트로 8호선 | 도쿄 메트로 8호선        |
| ------------------------- | ----------------- | ------------------------ |
| Y14 이치가야 와코 시 방면 | 유라쿠초 선       | Y16 나가타초 신키바 방면 |